# パーヴェル・ポスティシェフ

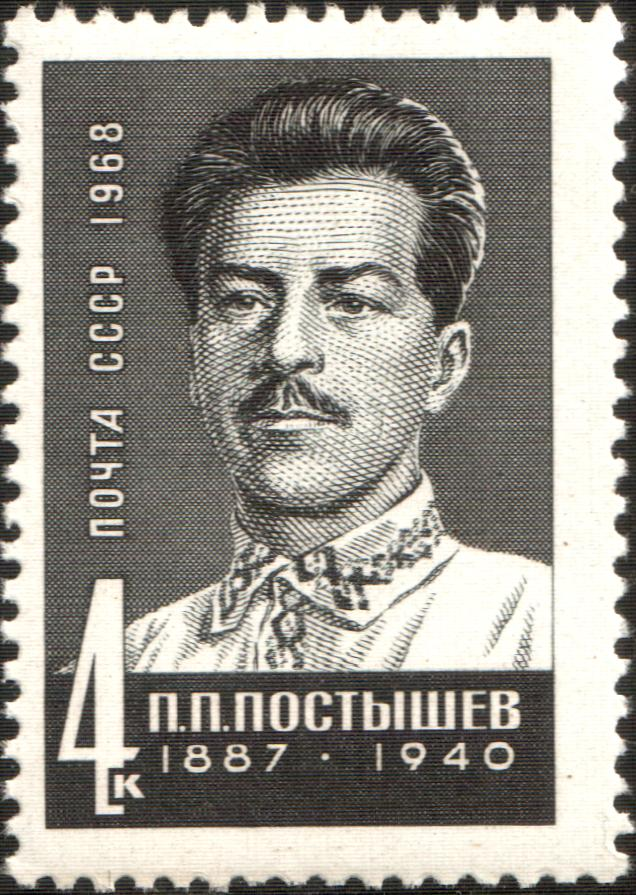
1968年にソ連で発行されたポスティシェフの切手

パーヴェル・ペトロヴィチ・ポスティシェフ（ロシア語: Па́вел Петро́вич По́стышев, ラテン文字転写: Pavel Petrovich Postyshev、1887年9月18日 - 1939年2月26日）は、ソビエト連邦の政治家。大粛清の犠牲者の一人。

## 経歴
イヴァノヴォ出身。1904年にウラジーミル・レーニンが指揮するロシア社会民主労働党に入党。1923年から極東共和国で働いた。1925年からウクライナ共産党の中央委員会書記となる。1926年から1930年にかけてウクライナ共産党政治局のメンバーとなり、人事局長を兼務した。1930年から1934年までソ連共産党中央委員会書記。さらに1933年からはウクライナ共産党中央委員会第二書記、またキエフ州委員会第一書記、ハルキウ州市委員会第一書記となった。彼はウクライナ共産党の最大の大物となり、一族でウクライナを支配した。妻のポストローフスカヤもウクライナの党の重役であり、党のイデオロギー確立に大きな役割を果たした。ポスティシェフはヨシフ・スターリンにとても忠実であり、ホロドモールによってウクライナ人を大量虐殺に関与した。その後のスターリンの大粛清においてもウクライナ共産党の粛清を指揮した。
しかし大粛清の中で彼もスターリンから忠誠を疑われるようになった。1936年6月の中央委員会総会で個人攻撃を受け、1937年1月にキエフの役職から追放され、さらに3月にはウクライナの役職も追われた。かわってサマラ州委員会第一書記となるが、これはあきらかに左遷であった。1937年2月から3月の総会中にはスターリン自らが彼と彼の妻ポストローフスカヤを批判した。しかしこの後、なぜかスターリンは彼を擁護するようになり、1938年に入ってもソ連共産党中央委員会にとどめおかれていた。しかし1938年1月の総会で再び批判を受け、この際にNKVDに逮捕され、1939年2月26日にモスクワ・ブティルカ監獄で銃殺に処された。
1956年にニキータ・フルシチョフによるスターリン批判の一環で名誉回復した。